# Guambius christianus
Guambius christianus är en mångfotingart som beskrevs av Chamberlin 1946. Guambius christianus ingår i släktet Guambius och familjen stenkrypare. Inga underarter finns listade i Catalogue of Life.